# Salah Aougrout
Salah Aougrout plus connu sous le nom de Souilah, né le 22 mars 1961 à Brives (Indre) est un humoriste, acteur, scénariste et animateur de télévision et de radio algérien.
Il œuvre principalement dans le registre comique, que certains rapprochent de celui de la série britannique Mr Bean en raison de ses mimiques et ses gesticulations.

## Biographie

### Origines et Enfance
Salah Aougrout nait le dans une famille algérienne originaire de Blida.

### Carrière

#### Débuts et révélation (1994-2004)
Fils d'athlète, il décide très tôt de faire du théâtre, d'abord à titre amateur; les téléspectateurs Algériens vont le connaître dans une comédie musicale qui s’appelle Dja L'Maa. Il fera par la suite du théâtre à titre professionnel. Il rejoint une troupe de théâtre à Blida où il se fait repérer par un réalisateur qui lui offre son tout premier rôle dans un film qui a pour titre Carnaval fi Dachra. Il apparait ensuite dans le film Dhaouaher wa Souloukat. Depuis, l'acteur enchaîne sketches télévisés, spectacles. Avant 2004 il participe à plusieurs séries comme Dhik fel Kloub.... 
En 2004 et en 2005 il joue dans Nass Mlah City.
En 2006 il joue dans Binatna. 
En 2007 il rejoint la distribution du long métrage Argent national de sa femme Fatima Belhadj, le film évoque la guerre civile algérienne durant les années 90 à travers le prisme d’une famille modeste composée essentiellement de femmes. C'est son premier rôle au cinéma. 

#### Succès et admiration (2008-)
De 2008 à 2011, il joue le rôle d'un conducteur de taxi dans la série Djemai Family réalisée par Djaafar Gacem. Il devient alors une des icones du cinéma algérien.
De 2015 à 2017, il joue le rôle de Achour 10 dans la célèbre série Sultan Achour 10.
En 2016 il rejoint la distribution de la série Bouzid Days, où il tient le rôle principal.

### Vie privée
Il est marié à l'actrice et réalisatrice Fatima Belhadj.

## Filmographie

### Cinéma
- 1994 : Carnaval fi Dachra de Mohamed Oukassi : Cheikh Brahim
- 1996 : Essamidoune de Yahia Debboub : Gaid
- 1998 : Diaf Bla Ârda de Mohamed Hilmi
- 2007 : Argent national de Fatima Belhadj : Hassissen
- 2016 : Mon Oncle de Nassim Abassi : L'inspecteur Tahar

### Télévision
- 2000 : Jouha
- 2002 : Bin Youm W Lila : Slimane
- 2003 : DjaL'Maa : Comédie musicale
- 2003 - 2005 : Chouf Wach Rak Tchouf
- 2004 : Dhaouaher Wa Souloukat
- 2004 : Dhik Fel Kloub
- 2004 - 2005 : Nass Mlah City : Chaque épisode avec un nouveau rôle
- 2004 - 2005 : Hadath Oua Hadith : Chaque épisode avec un nouveau rôle
- 2006 : Binatna
- 2008-2011 : Djemai Family : Djemai
- 2010 : One-man-show
- 2011 : Saad El-Gat : Omar, Le père de Saad
- 2011 : Rahate El-Bal Khir Mel Mal
- 2012 : Zyen Saadek 2 : Le producteur Omar
- 2013 : Makach Mouchkel
- 2014 : Fakr Mental : Chaque épisode avec un nouveau rôle
- 2015 - 2017 : Sultan Achour 10 : Sultan Achour
- 2016 : Bouzid Days : Dr Hani Bouzid
- 2019 : Rayes Korso : Rayes Korso

### Emissions TV
- Maana Lilhayat Mana (Radio algérienne)
- Akher Kalima  (Télévision Algérienne)
- Comédia fun 2 (Télévision Algérienne)

## Distinctions
Il reçoit le prix du meilleur acteur au festival Fennec d'or.